# Christiane Ziegler
Christiane Ziegler (L'Isle-sur-la-Sorgue, 3 maggio 1942) è un'egittologa francese, curatrice e direttore emerito del dipartimento di antichità egizie del museo del Louvre, e direttore editoriale della missione archeologica del Louvre a Saqqara, in Egitto.

## Biografia
Ziegler fu studente dell'Institut d'études politiques de Paris. Studiando con il professor Nicolas Grimal, si laureò alla Sorbona di Parigi. Iniziò a studiare egittologia con una tesi sulla regina Tyi, moglie di Amenofi III. Il tirocinio della Ziegler avvenne presso il dipartimento di antichità orientali del Louvre. Ziegler iniziò la propria carriera come insegnante di scuola superiore. Iniziò a lavorare al Louvre nel 1972, e la sua ricerca archeologica a Saqqara iniziò nel 1991. È l'autrice di numerosi importanti articoli scientifici e di libri sull'egittologia. Ha anche scritto la traduzione di antiche lettere egizie e nubiane oltre che di numerosi libri sulla storia dell'arte egizia.
In particolare, studiò i monumenti del periodo delle piramidi dell'antico Egitto (iscrizioni in geroglifico, statue, pitture e bassorilievi sulle tombe), i vari componenti del sito di Saqqara, l'arte del metallo del periodo dei faraoni (bronzo ed argento) ed ha scritto una monografia dedicata alla regina Tyi, moglie di Amenofi III. Per lungo tempo fu professoressa di archeologia presso la École du Louvre, e fu condirettrice del dipartimento di archeologia egizia del museo.
Dal 1991 è a capo della missione archeologica del Louvre a Saqqara, sotto il controllo del Consiglio supremo delle antichità. Nel 1993 fu nominata curatrice del dipartimento di antichità del Louvre. Nel periodo 1994–2004 fu direttrice dell'unità di ricerca del Louvre, il cui lavoro si focalizzava sulla regione tebana. Nonostante l'obbiettivo principale della missione fosse l'individuazione della mastaba di Akhethetep, furono trovate anche due altre mastaba dell'Antico Regno, molte sepolture della XXVI-XXX dinastia, ed insediamenti copti. In questo periodo di scavi scrisse un libro sulla tomba di Akhethetep, ponendo particolare attenzione ai suoi bassorilievi. Una squadra guidata dalla Ziegler è responsabile del ritrovamento di centinaia di mummie in un gruppo di grotte sepolte, probabilmente un antico cimitero multifamiliare, stipate in pozzi nei corridoi di Saqqara.
Ziegler ha curato importanti mostre, tra cui "Origins of Writing" (Grand Palais, 1982), "Tanis, the gold of the Pharaohs" (Paris-Grand Palais Edimburgo, 1987–1988), "Memoirs of Egypt" (Parigi-Berlino, 1990), "Egyptomania" (Parigi, Ottawa e Vienna, 1994–1996) e "Egyptian Art in the Age of the Pyramids" (Parigi-New York-Toronto, 1999–2000). Per la mostra "The Pharaohs" (Venezia-Parigi-Madrid-Bahrain-Valencia, 2002–2007), la Ziegler curò 300 pezzi importanti dell'antico Egitto, mostrati insieme per la prima volta. Secondo la Ziegler la mostra del 2008 "Queens of Egypt" (luglio-settembre 2008, Grimaldi Forum, Monaco) è la prima dedicata interamente alla regina egizia, e fu unica anche per numero e qualità dei reperti recuperati dai più grandi musei del mondo.
La Ziegler è socia di numerose associazioni scientifiche. Tra queste vi è la International Committee dell'UNESCO per i nuovi musei di Assuan e Il Cairo, Il consiglio scientifico dell'Institut Français d'Archéologie Orientale, la commissione di scavo del dipartimento di affari esteri dell'Istituto archeologico germanico, ed è vice presidente degli Amici dei Musei in Egitto. Fa parte del gruppo che gestisce l'Agence France-Muséums, incaricata del programma Louvre Abu Dhabi, ed è anche nel gruppo direttivo del Museo nazionale di Storia ed Arte.

## Riconoscimenti
Essendo conosciuta a livello mondiale nel mondo scientifico e nei media nel campo dell'egittologia, la Ziegler ha ricevuto il Gaston Maspero Lifetime Achievement Award dall'Académie des inscriptions et belles-lettres.

## Alcune opere
- Con Hervé Champollion e Diane Harlé, L'Égypte de Jean-François Champollion – Lettres et journaux de voyage, Jean Paul Mengès – 1989
- Con Christophe Barbotin e Marie-Hélène Rutschowscaya, Le Louvre : les antiquités égyptiennes, Le Louvre, Scala – 1990
- Le mastaba d'Akhethetep : Une chapelle funéraire de l'Ancien Empire, Réunion des Musées Nationaux – 1993
- Con Jean-Marcel Humbert e Michael Pantazzi, Égyptomania : L'Égypte dans l'art occidental, 1730–1930, Réunion des Musées Nationaux – 1994
- Con Guillemette Andreu, Marie-Hélène Rutschowscaya, L'Égypte ancienne au Louvre, Hachette Littérature – 1997
- La mission archéologique du Louvre à Saqqara. Dernières découvertes, Académie des Inscriptions et Belles-Lettres – 1997
- Les statues égyptiennes de l'Ancien Empire, Catalogues du Louvre, Réunion des Musées Nationaux – 1997
- L'art de l'Ancien Empire égyptien : Actes du colloque organisé au musée du Louvre par le Service culturel les 3 et 4 avril 1998, La Documentation Française – 1999
- Con Jean-Pierre Adam, Les pyramides d'Égypte, Hachette Littérature – 1999
- Con Jean-Luc Bovot, Art et archéologie : L'Égypte ancienne, Manuel du Louvre, Réunion des Musées Nationaux – 2001
- Les Pharaons, Flammarion – 2002
- Le Scribe "accroupi", Réunion des Musées Nationaux – 2002
- Con Annie Gasse, Les stèles d'Horus sur les crocodiles, Réunion des Musées Nationaux – 2004
- Con Jean-Luc Bovot, L'art égyptien, Larousse – 2004
- Pharaon, Flammarion – 2004
- Con Hervé Champollion, L'Égypte : Lettres et journaux du voyage (1828–1829) par Jean-François Champollion, Lodi – 2005
- Le Mastaba d'Akhethetep. Fouilles du Louvre à Saqqara volume I – Peeters – Louvain (Belgio) – marzo 2007
- Saqqara – Les Tombeaux de Basse Époque – Peeters – Louvain (Belgio) – 2008